# Towarzystwo Fotograficzne Warszawskie

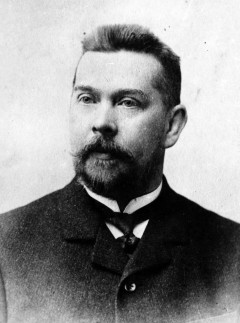
Piotr Lebiedziński – współzałożyciel TFW

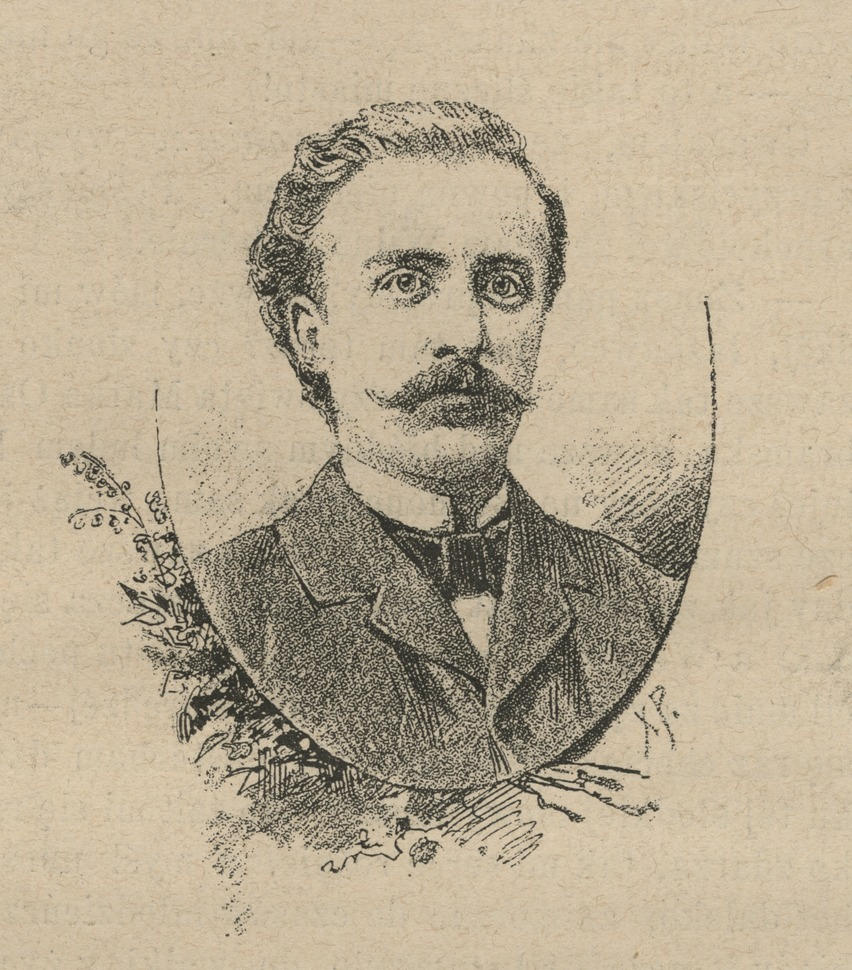
Józef Boguski - członek Zarządu TFW

Towarzystwo Fotograficzne Warszawskie – stowarzyszenie fotograficzne utworzone w 1901 roku z inicjatywy Bronisława Królikiewicza, Bertolda Lewego oraz Józefa Jerzego Boguskiego – redaktora miesięcznika „Światło”.

## Historia
Członkami założycielami Towarzystwa Fotograficznego Warszawskiego byli Maksymilian Gerlach, Jadwiga Golcz, Leon Janikowski, Jan Karłowicz, Stanisław Kossakowski, Piotr Lebiedziński, Władysław Marconi, Feliks Plater, Stanisław Szalay, Stanisław Tyszkiewicz, Emil Waydel. Statut stowarzyszenia zaakceptowano w czerwcu 1901 roku. 
Towarzystwo Fotograficzne Warszawskie było zarządzane przez Komitet, stanowiony przez pięciu członków (w tym prezesa, wiceprezesa, skarbnika) oraz dwóch zastępców. TFW dysponowało własnym lokalem, mieszczącym się w budynku Resursy Obywatelskiej, położonym przy Krakowskim Przedmieściu. Lokal wyposażono w bibliotekę, czytelnię, laboratorium fotograficzne oraz archiwum diapozytywów i fotografii. W 1903 roku stowarzyszenie miało 140 członków, uiszczających 5 rubli wpisowego oraz 10 rubli składki rocznej. Od 1904 roku Towarzystwo Fotograficzne Warszawskie było wydawcą miesięcznika „Fotograf Warszawski”, którego bezpłatne egzemplarze otrzymywali członkowie TFW. Od 1905 roku stowarzyszenie dysponowało nowym lokalem, mieszczącym się w budynku Stowarzyszenia Techników przy ulicy Włodzimierskiej. 
W 1907 roku TFP zmieniło nazwę na Polskie Towarzystwo Miłośników Fotografii w celu rozszerzenia statutowej działalności poza Warszawę. W 1911 roku PTMF liczyło 235 członków. Zakończyło działalność w 1914 (wybuch I wojny światowej).

## Działalność
Działalność TFP miała na celu zrzeszenie rozproszonych miłośników sztuki fotograficznej, propagowanie rozwoju fotografii i sztuki fotograficznej oraz dokumentowanie pamiątek historycznych, archeologicznych, etnograficznych i przyrodniczych. W 1901 roku stowarzyszenie ogłosiło po raz pierwszy etnograficzny konkurs fotograficzny, w którym uczestniczyło 23 fotografów amatorów. Zebrania członków TFW odbywały się co dwa tygodnie (m.in. w zakładzie fotograficznym Jadwigi Golcz).

## Pierwszy Zarząd (Komitet) TFW[1]
- Władysław Marconi (prezes)
- Józef Jerzy Boguski (członek)
- Leon Janikowski (członek)
- Bronisław Królikiewicz (członek)
- Bertold Lewy (członek)
- Erazm Majewski (członek)
- Kazimierz Broniewski (członek)

## Członkowie honorowi[1]
- Maria Skłodowska-Curie (1904)
- Józef Jerzy Boguski (1904)
- Konrad Brandel (1905)
- Bronisław Królikiewicz (1909)